# Evropsko prvenstvo v atletiki 1938
Evropsko prvenstvo v atletiki 1938 je drugo evropsko prvenstvo v atletiki. Prvič so potekala tekmovanja za moške in ženske, toda na ločenih prizoriščih. Moški del prvenstva se je odvijal med 3. in 5. septembrom na stadionu Stade Olympique de Colombes v Parizu, Francija, v triindvajsetih disciplinah, ženski del pa med 17. in 18. septembrom na stadionu Ernst-Happel-Stadion na Dunaju, Avstrija (tedaj del Tretjega rajha) v devetih disciplinah.

## Dobitniki medalj

### Tekaške discipline
| Disciplina          | Zlato                                                                          | Zlato        | Srebro                                                                               | Srebro    | Bron                                                                                        | Bron      |
| 100 m               | Tinus Osendarp (NED)                                                           | 10,5 (RP)    | Orazio Mariani (ITA)                                                                 | 10,6      | Lennart Strandberg (SWE)                                                                    | 10,6      |
| 200 m               | Tinus Osendarp (NED)                                                           | 21,2 (RP)    | Jakob Scheuring (GER)                                                                | 21,6      | Alan Pennington (GBR)                                                                       | 21,6      |
| 400 m               | Godfrey Brown (GBR)                                                            | 47,4 (RP)    | Karl Baumgarten (NED)                                                                | 48,2      | Erich Linnhoff (GER)                                                                        | 48,8      |
| 800 m               | Rudolf Harbig (GER)                                                            | 1:50,6 (RP)  | Jacques Levèque (FRA)                                                                | 1:51,6    | Mario Lanzi (ITA)                                                                           | 1:52,0    |
| 1500 m              | Sydney Wooderson (GBR)                                                         | 3:53,6 (RP)  | Joseph Mostert (BEL)                                                                 | 3:54,5    | Luigi Beccali (ITA)                                                                         | 3:55,2    |
| 5000 m              | Taisto Mäki (FIN)                                                              | 14:26,8 (RP) | Henry Jonsson (SWE)                                                                  | 14:27,4   | Kauko Pekuri (FIN)                                                                          | 14:29,2   |
| 10000 m             | Ilmari Salminen (FIN)                                                          | 30:52,0 (RP) | Giuseppe Beviacqua (ITA)                                                             | 30:53,2   | Max Syring (GER)                                                                            | 30:57,8   |
| 110 m z ovirami     | Donald Finlay (GBR)                                                            | 14,3 (ER)    | Håkan Lidman (SWE)                                                                   | 14,5      | Reinden Brasser (NED)                                                                       | 14,8      |
| 400 m z ovirami     | Prudent Joye (FRA)                                                             | 53,1 (RP)    | József Kovács (HUN)                                                                  | 53,3      | Kell Areskoug (SWE)                                                                         | 53,6      |
| 3000 m z ovirami    | Lars Larsson (SWE)                                                             | 9:16,2       | Ludwig Kaindl (GER)                                                                  | 9:19,2    | Alf Lindblad (FIN)                                                                          | 9:21,4    |
| Maraton             | Väinö Muinonen (FIN)                                                           | 2:37:28,8    | Squire Yarrow (GBR)                                                                  | 2:39:03,0 | Henry Palmé (SWE)                                                                           | 2:42:13,6 |
| Hitra hoja na 50 km | Harold Whitlock (GBR)                                                          | 4:41:51      | Herbert Dill (GER)                                                                   | 4:43:54   | Edgar Bruun (NOR)                                                                           | 4:44:35   |
| Štafeta 4×100       | Nemčija · Manfred Kersch · Gerd Hornberger · Karl Neckermann · Jakob Scheuring | 40,9 (RP)    | Švedska · Gösta Klemming · Åke Stenqvist · Lennart Lindgren · Lennart Strandberg     | 41,1      | Združeno kraljestvo · Maurice Scarr · Godfrey Brown · Arthur Sweeney · Ernest Page          | 41,2      |
| Štafeta 4×400       | Nemčija · Hermann Blazejezak · Manfred Bues · Erich Linnhoff · Rudolf Harbig   | 3:13,7 (RP)  | Združeno kraljestvo · John Barnes · Alfred Baldwin · Alan Pennington · Godfrey Brown | 3:14,9    | Švedska · Lars Nilsson · Carl Hendrik Gustafsson · Börje Thomasson · Bertil von Wachenfeldt | 3:17,3    |

### Tehnične discipline
| Disciplina     | Zlato                  | Zlato         | Srebro                  | Srebro   | Bron                   | Bron     |
| Skok v višino  | Kurt Lundqvist (SWE)   | 1,97 m        | Kalevi Kotkas (FIN)     | 1,94 m   | Lauri Kalima (FIN)     | 1,94 m   |
| Skok ob palici | Karl Sutter (GER)      | 4,05 m (RP)   | Bo Ljungberg (SWE)      | 4,00 m   | Pierre Ramadier (FRA)  | 4,00 m   |
| Skok v daljino | Wilhelm Leichum (GER)  | 7,65 m (RP)   | Arturo Maffei (ITA)     | 7,61 m   | Luz Long (GER)         | 7,56 m   |
| Troskok        | Onni Rajasaari (FIN)   | 15,32 m (RP)  | Jouko Norén (FIN)       | 14,95 m  | Karl Kotratschek (GER) | 14,73 m  |
| Suvanje krogle | Aleksander Kreek (EST) | 15,83 m (RP)  | Gerhard Stöck (GER)     | 15,59 m  | Hans Woellke (GER)     | 15,52 m  |
| Met diska      | Willy Schröder (GER)   | 49,70 m       | Giorgio Oberweger (ITA) | 49,48 m  | Gunnar Bergh (SWE)     | 48,72 m  |
| Met kladiva    | Karl Hein (GER)        | 58,77 m (RP)  | Erwin Blask (GER)       | 57,34 m  | Oscar Malmbrant (SWE)  | 51,23 m  |
| Met kopja      | Matti Järvinen (FIN)   | 76,87 m (RP)  | Yrjö Nikkanen (FIN)     | 75,00 m  | József Várszegi (HUN)  | 72,78 m  |
| Deseteroboj    | Olle Bexell (SWE)      | 6870 pts (RP) | Witold Gierutto (POL)   | 6661 pts | Josef Neumann (SUI)    | 6444 pts |

## Dobitnice medalj

### Tekaške discipline
| Disciplina      | Zlato                                                           | Zlato     | Srebro                                                                                        | Srebro | Bron                                                                          | Bron |
| 100 m           | Stanisława Walasiewicz (POL)                                    | 11,9      | Käthe Krauß (GER)                                                                             | 12,0   | Fanny Blankers-Koen (NED)                                                     | 12,0 |
| 200 m           | Stanisława Walasiewicz (POL)                                    | 23,8      | Käthe Krauß (GER)                                                                             | 24,4   | Fanny Blankers-Koen (NED)                                                     | 24,9 |
| 80 m z ovirami  | Claudia Testoni (ITA)                                           | 11,6 (SR) | Lisa Gelius (GER)                                                                             | 11,7   | Catherina Ter Braake (NED)                                                    | 11,8 |
| Štafeta 4×100 m | Nemčija · Josefine Kohl · Käthe Krauß · Emmy Albus · Ida Kühnel | 46,8      | Poljska · Jadwiga Gawronska · Barbara Ksiazkiewicz · Otylia Kaluzowa · Stanisława Walasiewicz | 48,2   | Italija · Maria Alfero · Maria Apollonio · Rosetta Cattaneo · Italia Lucchini | 49,4 |

### Tehnične discipline
| Disciplina     | Zlato                   | Zlato   | Srebro                        | Srebro  | Bron                    | Bron    |
| Skok v višino  | Ibolya Csák (HUN)       | 1,64 m  | Nelly van Balen-Blanken (NED) | 1,64 m  | Feodora zu Solms (GER)  | 1,64 m  |
| Skok v daljino | Irmgard Praetz (GER)    | 5,88 m  | Stanisława Walasiewicz (POL)  | 5,81 m  | Gisela Voß (GER)        | 5,47 m  |
| Suvanje krogle | Hermine Schröder (GER)  | 13,29 m | Gisela Mauermayer (GER)       | 13,27 m | Wanda Flakowicz (POL)   | 12,55 m |
| Met diska      | Gisela Mauermayer (GER) | 44,80 m | Hilde Sommer (GER)            | 40,95 m | Paula Mollenhauer (GER) | 39,81 m |
| Met kopja      | Lisa Gelius (GER)       | 45,58 m | Susanne Pastoors (GER)        | 44,14 m | Luise Krüger (GER)      | 42,49 m |

## Medalje po državah
| Poz | Država              | Zlato | Srebro | Bron | Skupaj |
| 1   | Nemčija             | 12    | 11     | 9    | 32     |
| 2   | Finska              | 5     | 3      | 3    | 11     |
| 3   | Združeno kraljestvo | 4     | 2      | 2    | 8      |
| 4   | Švedska             | 3     | 4      | 6    | 13     |
| 5   | Poljska             | 2     | 3      | 1    | 6      |
| 6   | Nizozemska          | 2     | 2      | 4    | 8      |
| 7   | Italija             | 1     | 4      | 3    | 8      |
| 8   | Francija            | 1     | 1      | 1    | 3      |
| 8   | Madžarska           | 1     | 1      | 1    | 3      |
| 10  | Estonija            | 1     | 0      | 0    | 1      |
| 11  | Belgija             | 0     | 1      | 0    | 1      |
| 12  | Norveška            | 0     | 0      | 1    | 1      |
| 12  | Švica               | 0     | 0      | 1    | 1      |